# Maximiliano Cantera
Marcos Maximiliano Cantera Mora (Los Cerrillos, 10 de mayo de 1993) es un futbolista uruguayo que juega como mediocampista. Actualmente juega en Paysandú de la Primera División Amateur de Uruguay.

## Trayectoria
Debutó profesionalmente en el club Cerro Largo de Uruguay, donde estuvo dos temporadas.
Fue fichado por Livepool de ese mismo país en 2015 estando solo un semestre, ya que salió cedido al Fénix para disputar la temporada 2016.
Regresó de la cesión y durante la temporada 2017 estuvo en el primer semestre con el Livepool disputando Torneo local y Copa Sudamericana. En julio es fichado definitivamente por el Fénix para jugar el último torneo uruguayo del año.
En julio del 2023 llega a Atlético Nacional en condición de préstamo por un año. El 3 de agosto por Libertadores hace dos goles a Racing en la victoria 4-2 de los verdes.
En junio de 2024 es fichado por Danubio Fútbol Club como refuerzo en el medio campo

## Clubes
| Club                         | País      | Año         |
| ---------------------------- | --------- | ----------- |
| Cerro Largo                  | Uruguay   | 2012-2014   |
| Liverpool                    | Uruguay   | 2014-2015   |
| Fénix (préstamo)             | Uruguay   | 2016        |
| Liverpool                    | Uruguay   | 2017        |
| Fénix                        | Uruguay   | 2017        |
| Deportivo Táchira            | Venezuela | 2018        |
| Fénix                        | Uruguay   | 2018-2019   |
| Deportivo Maldonado          | Uruguay   | 2020        |
| Nacional (préstamo)          | Uruguay   | 2021        |
| Deportivo Maldonado          | Uruguay   | 2023        |
| Atlético Nacional (préstamo) | Colombia  | 2023        |
| Danubio                      | Uruguay   | 2024        |
| Paysandú                     | Uruguay   | 2025 - act. |

### Títulos nacionales
| Competición                 | Equipo            | País     | Año  |
| --------------------------- | ----------------- | -------- | ---- |
| Segunda División de Uruguay | Liverpool F. C.   | Uruguay  | 2015 |
| Copa Betplay Dimayor 2023   | Atlético Nacional | Colombia | 2023 |